# آرویوو
آرویوو (به فرانسوی: Arvieux) یک کمون و استراحتگاه اسکی در فرانسه است که در canton of Aiguilles واقع شده‌است. آرویوو ۷۲٫۶۲ کیلومتر مربع مساحت دارد ۱٬۵۴۵ متر بالاتر از سطح دریا واقع شده‌است.